# Truffa di Valentin
La truffa di Valentin è un raggiro informatico del genere delle truffe alla nigeriana.

## Storia
Venne applicata per la prima volta nel novembre del 1999 da uno spammer russo residente a Kaluga che si presentava col nome Valentin Mikhaylin (poi cambiato in Valentin Mikhailyn, Walentin Mihailin e simili).
Tramite la tecnica dello spam vengono inviate migliaia di e-mail che presentano una storia straziante: Valentin afferma di essere molto povero, di avere una madre (di nome Elena) malata e di non riuscire a sopportare il terribile inverno russo, per cui chiede dei soldi da inviare a un indirizzo privato, o l'invio di CD musicali per poterli scambiare con denaro. Bisogna premettere che in Russia non esiste nessuna casa priva di riscaldamento dato che è diffuso un sistema di riscaldamento centralizzato a livello di quartiere: questa metodologia, unita all'abbondanza di gas naturale e petrolio del paese, consente di fornire alle abitazioni il riscaldamento invernale ad una cifra che si aggira sui 10-15 dollari a stagione.
Già soffermandosi attentamente su questo primo aspetto si poteva notare lo stile iperbolico dello spammer, volto a impietosire il pubblico occidentale al fine di ottenere denaro.
Un lavoro di inchiesta svolto dal debunker Paolo Attivissimo ha portato a una migliore comprensione della truffa, già nota e in corso da anni, anche grazie a degli indizi che lo spammer non è riuscito a nascondere. Infatti i punti, più o meno macroscopici, che permettono una migliore comprensione dell'inganno sono tre:
- Le mail di Valentin, se analizzate nel corso della loro evoluzione, erano (e sono) contraddittorie: inizialmente si presentò come professore ed in seguito come studente di biologia. Questo perché egli aveva notato che la figura del docente, che di norma vive degnamente grazie allo stipendio, non commuoveva come quello dello studente, che appare al grande pubblico più povero e patetico. Ovviamente Valentin non ha mai provato la veridicità delle sue affermazioni e non ha mai risposto alla richiesta di invio di foto. Inoltre, rifiutava qualunque cosa oltre a soldi e vestiti, inclusi oggetti potenzialmente utili per la madre malata come dei potenti farmaci.
- Lo scambio di dischi musicali russi con dischi occidentali generava più di un sospetto, visto che la povertà gli avrebbe comunque dovuto rendere difficile trovare CD locali.
- A seguito delle segnalazioni di numerosi utenti, a Valentin vennero chiusi numerosi account su diversi server per invio troppo massiccio di posta elettronica. Questo indicava che, nonostante la povertà sbandierata ai quattro venti, Valentin non aveva problemi a trovare mezzi informatici sofisticati ed adeguati allo scopo.

Si scopre poi che Valentin è stato in carcere in seguito ad una condanna per calunnia e che, dopo la pubblicazione di una prima inchiesta, è diventato aggressivo minacciando denunce, compiendo attacchi informatici e diffamazione nei confronti del giornalista informatico autore dell'inchiesta.
Nel 2006 Valentin è tornato in azione, stavolta con il nome di "Walentin", con truffe basate sullo stesso meccanismo: il motivo del cambio del nome è da ricercare nella sua intenzione di non farsi trovare nelle ricerche compiute su Google dagli utenti insospettiti dai suoi messaggi.
Nel 2007 ulteriore cambio di identità: l'appello rimane nella sostanza identico ma cambia la firma che diventa Ms. Elena (proprio come la madre di Valentin) Galitsina e l'indirizzo viene modificato nella via ma non nella città.
Nel 2009 la firma dell'appello diventa "Elena with my family" e la richiesta (ad un primo approccio) non fa più riferimento al trasferimento di denaro, ma all'invio di una stufa. Si tratta probabilmente di un sistema per garantire un maggior numero di contatti tramite e-mail e muta poi in una richiesta di denaro.